# Маргерита-ді-Савоя
Маргерита-ді-Савоя, Марґерита-ді-Савоя (італ. Margherita di Savoia) — муніципалітет в Італії, у регіоні Апулія, провінція Барлетта-Андрія-Трані.
Маргерита-ді-Савоя розташована на відстані близько 310 км на схід від Рима, 70 км на північний захід від Барі, 13 км на північний захід від Барлетти, 21 км на північний захід від Андрії, 25 км на північний захід від Трані.
Населення — 12 097 осіб (2014).
Щорічний фестиваль відбувається 6 серпня. Покровитель — San Salvatore.

## Демографія
Населення за роками:

Станом на 1 січня 2023 року в муніципалітеті офіційно проживало 216 іноземців з 33 країн, серед них 96 громадян країн Євросоюзу та 11 громадян України.

## Уродженці
- Рудж'єро Ріццителлі (*1967) — відомий у минулому італійський футболіст, нападник.

## Сусідні муніципалітети
- Барлетта
- Тринітаполі
- Цаппонета